# Campanula fastigiata
Campanula fastigiata är en klockväxtart som beskrevs av Léon Dufour och Schult.. Campanula fastigiata ingår i släktet blåklockor, och familjen klockväxter. Inga underarter finns listade i Catalogue of Life.